# Бохлін (Куявсько-Поморське воєводство)
Бохлін (пол. Bochlin) — село в Польщі, у гміні Нове Свецького повіту Куявсько-Поморського воєводства.
Населення — 813 осіб (2011).
У 1975-1998 роках село належало до Бидгощського воєводства.

## Демографія
Демографічна структура станом на 31 березня 2011 року:
|          | Загалом | Допрацездатний вік | Працездатний вік | Постпрацездатний вік |
| -------- | ------- | ------------------ | ---------------- | -------------------- |
| Чоловіки | 424     | 87                 | 296              | 41                   |
| Жінки    | 389     | 75                 | 233              | 81                   |
| Разом    | 813     | 162                | 529              | 122                  |